# Zdraveț, Haskovo
Zdraveț (în bulgară Здравец) este un sat în Obștina Dimitrovgrad, Regiunea Haskovo, Bulgaria.

## Demografie
Componența etnică a satului Zdraveț
     Nicio identificare (3,7%)
     Bulgari (96,29%)
     Altele (0%)
La recensământul din 2011, populația satului Zdraveț era de 189 locuitori. Din punct de vedere etnic, majoritatea locuitorilor (96,29%) erau bulgari. Pentru 3,7% din locuitori nu este cunoscută apartenența etnică.

## Hărți
- bgmaps.com
- emaps.bg
- Google